# ジャズ・ロック
ジャズ・ロック (Jazz Rock) とはジャズ音楽のジャンルで、1960年代後半にジャズおよびロックより発展した音楽ジャンルである。欧米ではJazz fusion、あるいはジャズ・ロック・フュージョンの一部に含む考え方もある。

## 概要
1960年代には、ビートルズやローリング・ストーンズなどの電気楽器を使用したロックが台頭し、ジャズは退潮傾向となった。ジャズでも電気楽器（エフェクトを多用したエレクトリック・ギターや、エレクトリックピアノ）を使用したロック的サウンドを取り入れ、ロックでもジャズ的な長尺の即興演奏をするバンドが現れた。これがジャズ・ロックである。NYタイムズに寄稿したロバート・パーマーは、コマーシャルなポップ・ジャズと創造的なジャズ・ロックは区別するべきだと主張している。
ジャズ・マンのマイルス・デイヴィスやジミー・スミス、ジョン・マクラフリン、ハービー・ハンコックらは音楽的試みとして、演奏に取り入れた。さらに、1970年代にはクロスオーバーや、商業主義的なポップ・ジャズのフュージョンへと変化していった。
1960年代末から70年代初頭にかけて、英国のロック及びジャズ系のミュージシャンがジャズ・ロック・アルバムを発表した。コロシアム、ソフト・マシーンやニュークリアスらが代表格である。他にフィル・コリンズが在籍したブランドX、グラハム・コリアー、マイク・ウェストブルック、ニール・アードレイらがいた。
アメリカのジャズ・ミュージシャンによる電気楽器の使用は、その後クロスオーバーなどに発展したが、英国でのロック系音楽家によるジャズ・ロックは1970年代後半に衰退した。英国以外では、イタリアのアルティ・エ・メスティエリをはじめ、欧州の各国でプログレ的なアプローチが試みられた。

## 代表的なアーティスト
- アラン・ホールズワース
- アルティ・エ・メスティエリ
- イアン・カー
- ウェザー・リポート
- カルロス・サンタナ
- コロシアム、コロシアムII
- ゴング
- ジェフ・ベック
- ジョン・マクラフリン
- スティーリー・ダン
- ソフト・マシーン
- トニー・ウィリアムス・ライフタイム
- ニール・アードレイ
- ニュークリアス
- ハットフィールド・アンド・ザ・ノース
- ビリー・コブハム
- ビル・ブルーフォード
- ブライアン・オーガー・アンド・ザ・トリニティー
- ブランドX
- マイク・ウェストブルック
- マイルス・デイヴィス
- マハヴィシュヌ・オーケストラ

## エレクトリック・ジャズ
ジャズ・サイドでロックの影響を受けたジャズメンは、それまでの4ビートのジャズにはなかった8ビートや16ビートを取り入れた。ただし、ジャズ・サイドから電気的アプローチをしたため、ジャズ・ロックとは若干異なる「エレクトリック・ジャズ」へと発展した。マイルス・デイヴィスの「ビッチェズ・ブリューは」は、クロスオーバーが登場する以前は、エレクトリック・ジャズ、ジャズ・ロックの代表的なアルバムとして位置付けられた。
- マイルス・デイヴィス『ビッチェズ・ブリュー』
- ハービー・ハンコック『ヘッド・ハンターズ』
- ジミー・スミス『ルート・ダウン』

## 書籍
- 細川周平、後藤雅洋、村井康司、寺島靖国、小川隆夫、加藤総夫、柳沢てつや、北里義之、大村幸則、瀧口秀之、西島多恵子、山下泰司、黒田京子、桜井圭介、上野俊哉、米田栄、田辺秀樹、高橋順一、川竹英克、田村和紀夫、大宅緒、高見一樹、島原裕司、柴俊一『新版 ジャズを放つ』洋泉社、1997年2月、23頁。ISBN 4896912500。
- 『ヨーロッパのジャズ・ディスク1800』 ジャズ批評社　1998年3月
- 松井巧著『ブリティッシュ・ジャズ・ロック』 エクシードプレス〈EXCEED PRESS POP CULTURE SERIES〉1999年7